# اکسنچر
اکسنچر (به انگلیسی: Accenture) شرکت چندملیتی خدمات حرفه‌ای است، که در زمینه ارائه خدمات فناوری، مشاوره اطلاعاتی، مشاور مدیریت، خدمات مدیریت شده، برون‌سپاری فرایندهای تجاری و امنیت رایانه فعالیت می‌کند. دفتر مرکزی این شرکت در دوبلین، ایرلند مستقر است.
شرکت اکسنچر یکی از بزرگترین شرکت‌های مشاور جهان، بر پایه میزان درآمد سالیانه شناخته می‌شود. اکسنچر همچنین جزئی از فهرست فورچون جهانی ۵۰۰ محسوب می‌شود.
تعداد کارکنان شرکت اکسنچر در سپتامبر ۲۰۱۲ بیش از ۲۵۷.۰۰۰ نفر، برآورد شده‌است، که در ۹۶ کشور جهان فعالیت می‌نمایند. در سال ٢٠١٩ تعداد کارکنان این شرکت به ۵٠٠.٠٠٠ نفر در مجموع ١٢٠ کشور رسیده است. بیشترین تعداد کارمندان این شرکت، با ٢۵٠.٠٠٠ نفر در هند مستقر می‌باشند. ایالات متحده آمریکا، با ۴۰.۰۰۰ کارمند در رتبه دوم و سپس فیلیپین با ۳۵.۰۰۰ نفر، رتبه سوم قرار دارد.
مشتریان کنونی اکسنچر شامل ۹۶ شرکت، از شرکت‌های فورچون جهانی ۱۰۰ و بیش از سه چهارم از کمپانی‌های موجود در فهرست فورچون جهانی ۵۰۰ می‌باشند. این شرکت در سال ۲۰۰۱ فعالیت‌های بین‌المللی خود را برای اولین بار در برمودا آغاز نمود.
بخشی از سهام شرکت اکسنچر در بازار بورس نیویورک معامله می‌شود، همچنین یکی از اجزای تشکیل دهنده شاخص اس اند پی ۵۰۰ می‌باشد.